# Grövsjön
Grövsjön är en sjö i Härjedalens kommun i Härjedalen och ingår i Ljusnans huvudavrinningsområde. Sjön har en area på 0,227 kvadratkilometer och ligger 389,2 meter över havet.

## Delavrinningsområde
Grövsjön ingår i det delavrinningsområde (689064-142921) som SMHI kallar för Utloppet av Grövsjön. Medelhöjden är 435 meter över havet och ytan är 3,42 kvadratkilometer. Det finns inga avrinningsområden uppströms utan avrinningsområdet är högsta punkten. Vattendraget som avvattnar avrinningsområdet har biflödesordning 3, vilket innebär att vattnet flödar genom totalt 3 vattendrag innan det når havet efter 243 kilometer. Avrinningsområdet består mestadels av skog (80 procent). Avrinningsområdet har 0,23 kvadratkilometer vattenytor vilket ger det en sjöprocent på 6,7 procent.